# کوباتو
کوباتو (به پرتغالی: Cubatão) یک شهر و شهر و شهرداری در برزیل است که در ایالت سائو پائولو واقع شده‌است. کوباتو ۱۴۲٫۸۸ کیلومتر مربع مساحت و ۱۲۷٬۰۰۶ نفر جمعیت دارد و ۴ متر بالاتر از سطح دریا واقع شده‌است.

## خواهرخوانده
شهر آگوس د سنپدرو خواهرخواندهٔ کوباتو هست.